# Ерік Гаяс
Ерік Гаяс  (швед. Erik Hajas, 16 вересня 1962) — шведський гандболіст, олімпійський медаліст.

## Виступи на Олімпіадах
| Олімпіада      | Дисципліна | Місце |
| -------------- | ---------- | ----- |
| Сеул 1988      | гандбол    | 5     |
| Барселона 1992 | гандбол    | 2     |
| Атланта 1996   | гандбол    | 2     |

## Зовнішні посилання
- Досьє на sport.references.com [Архівовано 22 вересня 2013 у Wayback Machine.]